# SS Espagne (1909)
SS Espagne a fost o navă belgiană de marfă din timpul Primului Război Mondial care a fost torpilată de submarinul german SM UC-71 în Canalul Mânecii la sud-vest de St. Catherine's Point, Isle of Wight, Marea Britanie (50 ° 26'N 1 ° 29'WCoordonate: 50 ° 26'N 1 ° 29'W) în timp ce călătorea din Le Havre, Franța spre Newport, Marea Britanie.

## Construcția
Espagne a fost construită în anul 1909 la șantierul naval Chantiers Navals Anversois S.A din Hoboken, Belgia. Ea a fost terminată și lansată la apă în anul 1909. Nava avea 71,78 metri lungime, cu o lățime de 11 metri și o înălțime de 3,73 metri. Nava a fost evaluată la 1.463 de tone. Avea un motor cu triplă expansiune de cca 150 cai putere.

## Scufundarea
În timp ce Espagne călătorea din Le Havre, Franța spre Newport, Marea Britanie, ea a fost văzută de submarinul german SM UC-71 în Canalul Mânecii, la sud-vest de St. Catherine's Point, Isle of Wight, Marea Britanie, la data de 25 decembrie 1917. Submarinul a tras o torpilă, care a avut ca consecință uciderea a 21 membri ai echipajului. Espagne s-a scufundat sub valuri în câteva minute. Au existat trei supraviețuitori care au fost mântuiți.

## Epava
Epava Espagne se află scufundată la sud-vest de St. Catherine's Point, Isle of Wight, Marea Britanie, la o adâncime de aproximativ 40 metri (50 ° 26'N 1 ° 29'W).